# Ombolata (Gunungsitoli Idanoi)
Ombolata is een bestuurslaag in het regentschap Gunungsitoli van de provincie Noord-Sumatra, Indonesië. Ombolata telt 410 inwoners (volkstelling 2010).